# Kaunas
Kaunas Litvánia második legnagyobb települése és korábbi ideiglenes fővárosa. A város Litvánia két legnagyobb folyójának, a Nemunasnak és a Nerisnek az összefolyásánál található, közel a Kaunasi víztározóhoz, az ország legnagyobb tavához.
Az 1922. évi alkotmány Kaunast tette meg az ország ideiglenes fővárosának. Az alkotmány szerinti főváros Vilnius maradt, ami azonban csak az 1939-ben aláírt Molotov–Ribbentrop-paktum titkos záradéka alapján került vissza Lengyelországtól Litvániához. Fővárosi státuszában a város sokat fejlődött, urbanizációja a korstílusnak megfelelően alakult, modernista építészete európai szinten is kiemelkedő és egyedi örökségnek tekinthető. Ennek elismeréseként 2023-ban a város modernista építészete felkerült az UNESCO világörökségi helyszíneket felsoroló listájára.

## Nevei
A város neve litván eredetű és feltehetőleg egy személynévből származik.
Az ország függetlenné válása előtt azonban nemzetközileg Kovno néven volt ismert, ami a város nevének szláv megfelelője: lengyelül Kowno, a hagyományos orosz neve pedig Ковно, bár 1940 óta a Каунас nevet használják. A jiddis neve Kovne (קאָװנע), a német pedig Kaunas vagy Kauen.

## Lakossága

### A lakosság változása
| Év   | Lakosszám |
| ---- | --------- |
| 1796 | 8500      |
| 1813 | 3000      |
| 1825 | 5000      |
| 1840 | 8500      |
| 1860 | 23 300    |
| 1897 | 71 000    |
| 1923 | 92 000    |
| 1940 | 154 000   |
| 1959 | 214 000   |
| 1966 | 275 000   |
| 1989 | 418 087   |
| 2001 | 378 943   |
| 2004 | 366 652   |
| 2005 | 361 274   |

### Nemzetiségek
A lakosság 93%-a litván, így Kaunas az egyik leglitvánabb város az országban. Kaunasban a litvánok aránya magasabb mint Vilniusban, vagy mint a lettek aránya Rigában, vagy az észtek aránya Tallinnban.
Nemzetiségi összetétel 2001-ben. A teljes népesség: 378 943 fő
- litvánok: 352 051
- oroszok: 16 622
- ukránok: 1906
- lengyelek: 1600
- egyéb: 6764

## Közlekedés

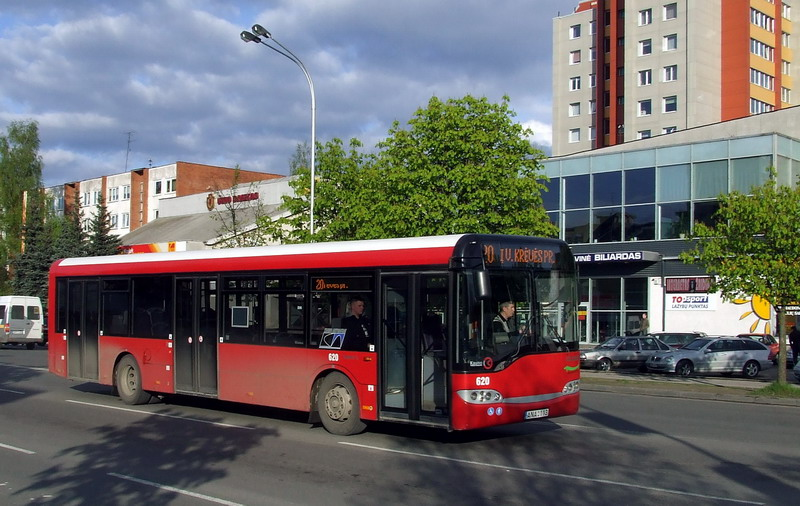
Kaunasi autóbusz

Kaunas tömegközlekedését 16 trolibusz és 49 autóbuszvonal alkotja, komoly iránytaxi hálózattal kiegészülve. Sok kaunasi busz régi SL busz, amit Stockholm adományozott, amikor a buszait újakra cserélte.
Itt található a Balti országok egyik legnagyobb folyami kikötője is. Mivel a város az ország közepén található, ezért jelentős logisztikai központ. A Kaunasi nemzetközi repülőtér évi 300 000 utas és 100 000 tonna áru fogadására alkalmas. A várostól délre található még egy kisebb repülőtér is.

## Testvérvárosai
| - San Martín, Argentína - Los Angeles, Amerikai Egyesült Államok - Brno, Csehország - Odense, Dánia - Tartu, Észtország - Tampere, Finnország - Grenoble, Franciaország - Risón Lecijón, Izrael - Jaocu, Japán - Hsziamen, Kína - Białystok, Lengyelország - Myślibórz, Lengyelország - Toruń, Lengyelország | - Wrocław, Lengyelország - Riga, Lettország - Vestfold og Telemark, Norvégia - Vestland, Norvégia - Brescia, Olaszország - Cava de’ Tirreni, Olaszország - Ferrara, Olaszország - Rende, Olaszország - Linköping, Svédország - Växjö, Svédország - Harkiv, Ukrajna - Luck, Ukrajna - Lviv, Ukrajna |